# 2733 Hamina
2733 Hamina је астероид главног астероидног појаса са средњом удаљеношћу од Сунца која износи 2,347 астрономских јединица (АЈ).
Апсолутна магнитуда астероида је 13,2.